# Фокке, Симон
Симон Фокке (нидерл. Simon Fokke; 1712 — 10 апреля 1784) — нидерландский рисовальщик, гравер и декоратор.

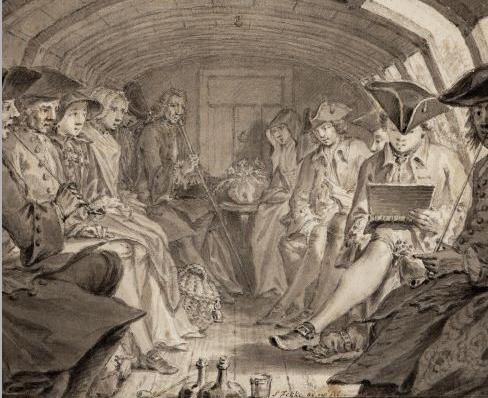
«Люди на пассажирском буксире» (рисунок 1760 г.)

Первоначально театральный актёр. Учился искусству рисунка и гравюры у Яна Каспара Филипса. Оформлял спектакли в амстердамском театре, иллюстрировал различные книжные издания, в том числе «Историю амстердамского театра» (нидерл. Historie van den Amsterdamschen Schouwburg; 1772), написанную его братом Яном Фокке.
По мнению современного историка нидерландской книги,

Симон Фокке развил характерный, узнаваемый стиль. Его рисунки для книжных иллюстраций, им же и гравированные, свидетельствуют о большой живости и воображении. Его гравюры отличаются выразительными линиями, а изысканные фигуры полны действия и движения.

И Также Симон запечатлел на одной из своих работ, удивительное природное явление - «Нейроспермишка». Многие современники Симона не приняли его художественного рвения, из-за чего творение было навсегда потеряно [5]